# Pendon Museum

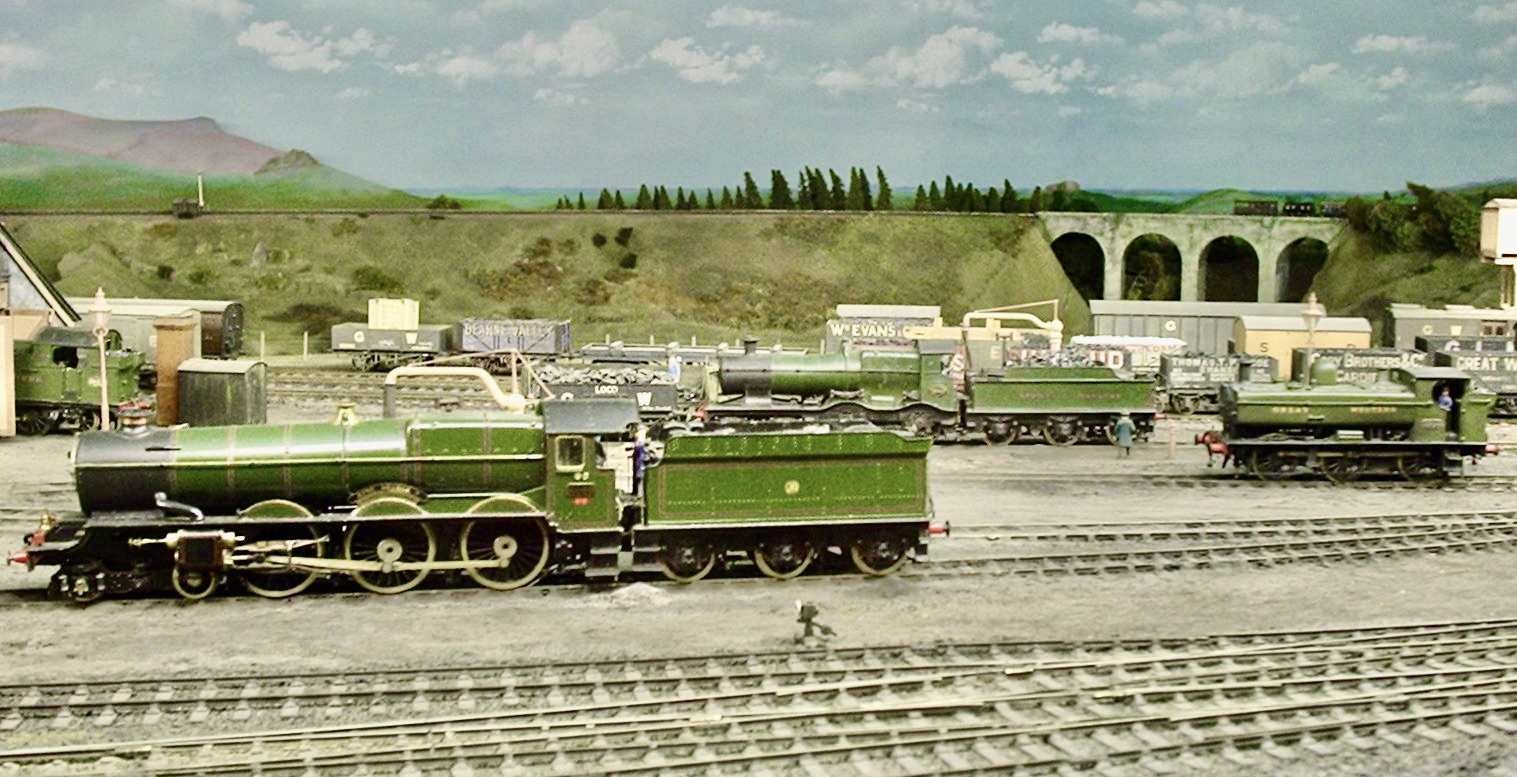
Výtopna Dartmoorského kolejiště

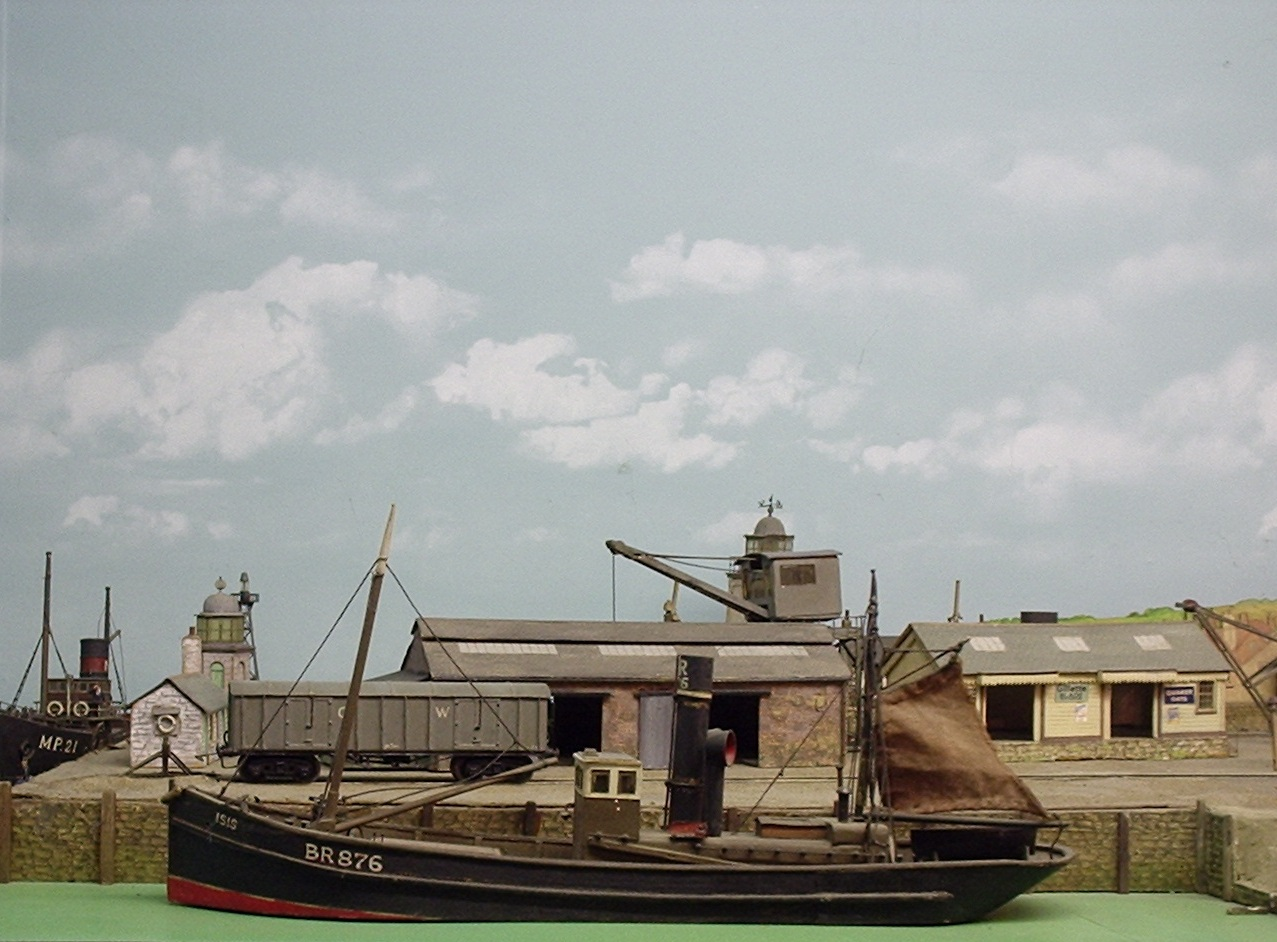
Madderport Johna Aherna

Pendon muzeum, které se nachází v Long Wittenhamu poblíž Didcotu v hrabství Oxfordshire v Anglii, je muzeem, jehož expozice se skládá z několika modelových kolejišť, z nichž za zvláštní pozornost stojí model krajiny představující části Údolí Bílého koně ve 20. a 30. letech 20. století. Scéna, která je ve výstavbě od padesátých let 20. století a obsahuje součásti z dřívější doby, byla inspirována velmi podrobným výzkumem architektury a krajiny údolí, přičemž některé modely chalup byly vytvářeny stovky hodin. Muzeum, které založil Roye England, je provozováno skupinou dobrovolníků a je otevřeno veřejnosti většinu víkendů a svátků, kromě zimy.

## Historie
Muzeum bylo založeno umělcem a řemeslníkem Royem Englandem, který se zajímal o modelovou železnici. Ve své době sledoval ničení a přestavby mnoha historických budov v oblasti a začal vytvářet jejich modelové kopie.
Obě hlavní údolní scény i scény další zahrnují funkční modelové železnice v typických dobových scénách dvacátých let 20. století na Velké západní železnici (GWR). Vlakové soupravy jsou věrnou ukázkou dobové podoby technického parku.
Není to "modelová železnice" ve svém obvyklém smyslu, protože vlaky jezdí modelovou rychlostí s realistickým intervalem mezi nimi.

## Expozice

### Údolí Bílého koně
Hlavním exponátem a zároveň probíhajícím projektem je v Pendonu rozsáhlé zobrazení údolí Bílého koně, ve své meziválečné podobě. Scéna se soustřeďuje na "typickou" vesnici Pendon Parva, která je obsluhována železniční stanicí na hlavní trati (GWR) z Londýna do Bristolu, která prochází údolím, a další tratí společnosti M & SWJR, která se v roce 1923 stala jednou ze zakládajících společností GWR. Topografie a rozložení vesnice jsou smyšlené, ale každá budova a významný prvek jsou přesnými modely skutečných budov z Údolí Bílého koně.
Některé lokomotivy na kolejišti:
- GWR třída 2900 č. 2943 "Hampton Court" vyroben v roce 1912.
- GWR třída 4000 č. 4050 "Princezna Alice" vyrobena v roce 1914.
- GWR třída 2251 č. 2253 vyrobena v roce 1930.
- LSWR třída N15 č. 789 "Sir Guy" vyroben v roce 1925.
- GWR třída 3700 č. 3705 "Mauricius"
- LSWR třída S15 č. 515 vyrobena v roce 1921.

### Dartmoorská lokálka
V přízemí muzea mohou návštěvníci vidět model z roku 1955, představující pobřežní trať Great Western Railway na Dartmooru, který byl původně postaven aby na něm byly prezentovány modely lokomotiv a vagónů postavené pro kolejiště modelu Údolí Bílého koně. Hlavní součástí Dartmoorské scény je model Brunelova dřevěného viaduktu u Walkhamu v Devonu postavený R. Guy Williamsem , který také pro muzeum postavil mnoho modelových lokomotiv.
Příklady lokomotiv na kolejišti:
- GWR třída 2900 č. 2921 "Saint Dunstan" vyrobený v roce 1907.
- GWR třída 2800 č. 2844 vyrobena v roce 1912.
- LSWR třída M7 č. 30 vyrobena v roce 1904

### Madder Valley
Muzejní sbírky zahrnují ukázky jednotlivých modelů, modelářských technik a železničních artefaktů. V expozici je zpřístupněno i kolejiště Madder Valley, průkopnické modelové kolejiště postavené Johnem Ahernem.

## Modely
Modelové vlaky jsou vytvářeny ručně podle zachovaných záznamů a fotografií, aby věrně představovaly jednotlivé lokomotivy, osobní vozy i vozy nákladní. Provoz je tvořen jako sekvence vlaků, které bylo možno vidět o letním dnu či v noci v polovině dvacátých let. Tato sekvence je založena na dobovém jízdním řádu. Modely jsou v měřítku 1:76 a rozchod modelového kolejiva je 18mm, což je kombinace známá jako měřítko EM .

## Lokalita
Muzeum se nachází v hrabství Oxfordshire, nedaleko Abingdonu, na kraji obce Long Wittenham.